# Bromfietscertificaat
Een bromfietscertificaat was een document voor bestuurders van bromfietsen, snorfietsen en brommobielen dat in Nederland vereist was om deel te mogen nemen aan het verkeer.
Het bromfietscertificaat werd op 1 juni 1996 ingevoerd. Iedereen die op of na 1 juni 1980 geboren was, moest een theorie-examen bij het Centraal Bureau Rijvaardigheidsbewijzen (CBR) afleggen om een bromfietscertificaat te kunnen verkrijgen. Personen die vóór deze datum geboren waren, hoefden geen examen af te leggen en konden een certificaat aanvragen bij het postkantoor of een vestiging van het CBR. Wanneer men in het bezit was van een rijbewijs hoefde men geen apart bromfietscertificaat te hebben.

## Bromfietsrijbewijs
Per 1 oktober 2006 is het bromfietscertificaat vervangen door het rijbewijs categorie AM. Bromfietscertificaten konden tot 1 oktober 2009 tegen betaling bij de gemeente worden ingewisseld voor het rijbewijs AM. Wie voor 1 juni 1980 geboren is kan dus een rijbewijs AM hebben zonder ooit examen gedaan te hebben. Als men in 2006 nog geen bromfietscertificaat had kon dat nog tot 1 oktober 2006 aanvraagd worden, waarna het omgewisseld kon worden tot een AM rijbewijs. 
Met een bromfietsrijbewijs lopen ook bromfietsers het risico dat het rijbewijs bij ernstige verkeersovertredingen wordt ingevorderd. Bij een bromfietscertificaat was dit niet mogelijk.

## Praktijkexamen
Per ingang van 1 maart 2010 is het praktijkexamen ook een verplicht onderdeel geworden van het bromfietsrijbewijs. 